# Cư Dliê M'nông
Cư Dliê M'nông là một xã thuộc huyện Cư M'gar, tỉnh Đắk Lắk, Việt Nam.
Xã Cư Dliê M'nông có diện tích 62,83 km², dân số năm 1999 là 7893 người, mật độ dân số đạt 126 người/km².